# Lord’s Resistance Army Disarmament and Northern Uganda Recovery Act
Der Lord’s Resistance Army Disarmament and Northern Uganda Recovery Act ist ein US-Gesetz, das 2010 von der Obama-Regierung mit dem Ziel initiiert wurde, den Anführer der Lord’s Resistance Army, Joseph Kony, zu töten oder gefangen zu nehmen und seine Truppen zu zerschlagen.
Präsident Obama sagte dazu

“The legislation crystallizes the commitment of the United States to help bring an end to the brutality and destruction that have been a hallmark of the LRA across several countries for two decades, and to pursue a future of greater security and hope for the people of central Africa.”

„Die Gesetzgebung verdeutlicht das Bekenntnis der Vereinigten Staaten zur Hilfe, die Brutalität und Zerstörung zu einem Ende zu bringen, die über mehrere Länder für zwei Jahrzehnte ein Markenzeichen der LRA  gewesen ist, und um eine Zukunft größerer Sicherheit und Hoffnung für die Menschen in Zentralafrika zu erreichen.“

Im Oktober 2011 verkündete Obama, dass er 100 Militärberater nach Uganda, Südsudan, die Zentralafrikanische Republik und die Demokratische Republik Kongo schicken werde, um den regionalen Streitkräften bei der „Beseitigung Joseph Konys vom Schlachtfeld“ zu unterstützen. Allerdings wurden die Soldaten nicht bevollmächtigt, Waffengewalt anzuwenden.

## Resonanz
Menschenrechtler berichteten, dass sowohl die ugandische Armee, als auch die ehemalige Sudan People’s Liberation Army, die den Hauptteil der heutigen Streitkräfte des Südsudan bilden, Kindersoldaten unterhielten. Einige kritisierten, dass die Vereinigten Staaten so indirekt Länder unterstützen, denen die Beschäftigung von Kindersoldaten vorgeworfen werden.
Jo Becker, Kinderrechts-Anwalt von Human Rights Watch, sagte dazu:

“Countries that keep using child soldiers aren’t going to get serious about ending the practice until they see the US is serious about withholding the money”

„Länder, die weiterhin Kindersoldaten nutzen, werden nicht ernsthaft diese Praxis beenden, bis sie sehen, dass die USA über die Vorenthaltung des Geldes ernsthaft ist.“

Darüber hinaus wird den Regierungstruppen aus Uganda und seinen Nachbarländern ebenso Menschenrechtsverletzungen, wie Angriffe gegen Zivilisten, den Einsatz von Kindersoldaten und Plünderungen von Häusern und Geschäften vorgeworfen. Auf der anderen Seite, so begrüßte Human Rights Watch Executive Director Kenneth Roth die Bemühungen der USA, „Kriegsverbrecher in Afrika“ vor Gericht zu bringen und ergänzte:

“In fact, we [HRW] often find ourselves urging governments to use their coercive power more assertively to protect civilians. We want to see Joseph Kony and others responsible for atrocities – whether they are abusive leaders in countries like Sudan, or terrorists who kill civilians, brought to justice.”

„Tatsächlich, finden wir [HRW] uns oft in der Lage, Regierungen dazu zu drängen, ihre Zwangsmittel ausdrücklicher zu nutzen, um Zivilisten zu schützen. Wir wollen Joseph Kony und andere, für Gräueltaten Verantwortliche, zur Rechenschaft ziehen, seien es nun missbrauchende Führer in Ländern wie Sudan oder Terroristen.“

Einige Beobachter vermuten, die Unterstützung Ugandas könnte ein Ausgleich für die Hilfe der ugandischen Armee in Somalia sein.